# شهاب الدين زويوروف
شهاب الدين زويوروف (مواليد 3 مارس 1993) هو ملاكم أوزباكستاني، مثّل بلاده في الألعاب الأولمبية الصيفية 2016.

## روابط خارجية
شهاب الدين زويوروف على موقع بوكس ريك (الإنجليزية) (registration required)
- شهاب الدين زويوروف على موقع اللجنة الأولمبية الدولية (الإنجليزية)
- شهاب الدين زويوروف على موقع أوليمبيديا (الإنجليزية)